# أكيس تسوكاتزوبولوس
أكيس تسوكاتزوبولوس (باليونانية: Άκης Τσοχατζόπουλος)(31 يوليو 1939 - 27 أغسطس 2021 كان تسوكاتزوبولوس ، سياسيًا ومهندسًا واقتصاديًا يونانيًا وعضوا مؤسسا لحزب الحركة الإشتراكية الهِلِّينيّة (باسوك)؛ حيث شغل عدة مناصب وزارية في الحزب بين عامي (1981 و2004) وأبرزها وزير الداخلية ثلاث مرات ووزير الدفاع الوطني في عهد حكومتي أندرياس بابندريو وكونستانتينوس سيميتس على التوالي.
انتخب لعضوية البرلمان اليوناني لأول مرة في عام 1981 وظل في مقعده حتى عام 2007. في 1 يوليو 2011 -وسط اتهامات بفضائح فساد- صوت البرلمان اليوناني لصالح توجيه اتهامات ضده وأُدين فيما بعد وحُكم عليه بالسجن لمدة 20 عامًا في 7 أكتوبر 2013. وفي أبريل 2018 أفرج عنه مبكرًا بسبب تدهور صحته.

## حياته السياسية

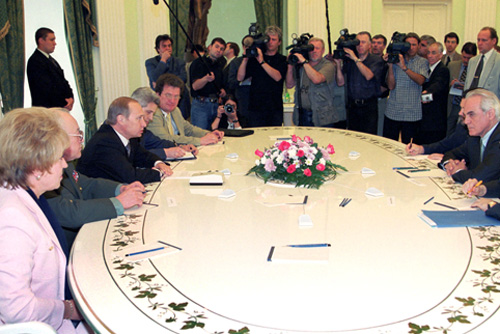
لقاء الرئيس فلاديمير بوتين مع وزير الدفاع الوطني أكيس تسوكاتزوبولوس في 7 يوليو 2000

كان عضوا مؤسسا لحزب باسوك، في عام 1981، انتخب لعضوية البرلمان اليوناني وكان من مؤيدي حكومة أندرياس باباندريو؛ حيث شغل في عهده منصب وزير الأشغال العامة بين عامي 1981 و1985. تمت ترقيته لاحقًا إلى منصب وزير رئاسة الحكومة من عام 1985 حتى عام 1987. كما شغل منصب وزير الداخلية ثلاث مرات تحت حكومته. خلال حكومة ائتلافية بعد يونيو وانتخابات نوفمبر 1989، شغل منصب وزير النقل والاتصالات. ترشح تسوتشاتزوبولوس لقيادة حزب باسوك عندما كان رئيس الوزراء باباندريو في حالة صحية متدهورة في عام 1996.وقد خسر بفارق ضئيل انتخابات قيادة الحزب لصالح كوستاس سيميتيس الذي أصبح فيما بعد رئيسًا للوزراء. خلال حكومة سيميتيس، شغل منصب وزير الدفاع الوطني بين عامي 1996 و 2001. من 2001 إلى 2004، شغل منصب وزير التنمية. في مالطا في عام 2002، عيين عضوًا فخريًا في (Xirka Ġie ir-Repubbli).
في عام 2004، تعرض لانتقادات شديدة من قبل أعضاء الصحافة والمشهد السياسي اليوناني فيما يتعلق بزفافه في باريس والاستقبال الذي تلاه في فندق فور سيزونز من أجل مشاهدة برج إيفل. لم يتمكن من الفوز بإعادة انتخابه للبرلمان اليوناني في انتخابات عام 2007 وتقاعد بعد ذلك من السياسة في عام 2009.

## تهم الفساد
في 30 مايو 2010، نشرت الصحيفتان اليونانيتان I Kathimerini وProto Thema اكتشافهما أنه وزوجته Vicky Stamati، قد اشتروا منزلًا مقابل مليون يورو من شركة خارجية في شارع ديونيسيو أريوباجيتو، في أحد أحياء أثينا المرموقة، قبل أيام قليلة فقط من تمرير البرلمان سلسلة من الإجراءات التقشفية الهادفة إلى زيادة الضرائب ومكافحة التهرب الضريبي.
هدد تسوكاتزوبولوس بالذهاب إلى المحاكم، ولكن مع ذلك، في 7 يونيو / حزيران، طلبت اللجنة المسؤولة عن القضية سحب امتيازات تسوكاتزوبولوس الحزبية بسبب الأدلة التي عثر عليها ضده. في أوائل عام 2011، بعد تحقيق أجرته لجنة متخصصة في البرلمان اليوناني، ظهر دليل على تورط تسوكاتزوبولوس أيضًا في فضيحة شركة سيمنز. تضمن بيان اللجنة من بين أمور أخرى، ما يلي: "يجري فحص السيد تسوكاتزوبولوس فيما يتعلق بأنشطته بصفته وزير الدفاع الوطني بين عامي 1996 و 2001. وتجمع اللجنة بين أوامر أنظمة الدفاع التي حدثت تحت قيادته مع اعترافات الأشخاص الذين يديرون الأموال "السوداء" التي قدمتها شركة سيمنز كرشوة لأنظمة إم آي إم-104 باتريوت. في 31 مارس 2011، قررت لجنة برلمانية فحص أصول تسوكاتزوبولوس، وكذلك أصول السياسي الديمقراطي الجديد جورج ألوجوسكوفي ووزير سابق آخر من نفس الحزب، ععثر على ودائع تصل إلى 178 مليون يورو. كان الهدف من التحقيق في أصول تسوكاتزوبولوس هو تحديد ما إذا كانت نماذج الضرائب الخاصة به صادقة أو ما إذا كانت قد حدثت أي مخالفات أخرى
ظهرت أدلة جديدة في أبريل 2011 ربطت تسوكاتزوبولوس بفضيحة أخرى. وفقًا لصحيفة (Real News)، شكر ممثلو شركة فيروستال الألمانية تسوكاتزوبولوس لاختيارها لتزويد الغواصات للبحرية اليونانية قبل توقيع الصفقة. وقد هدد تسوكاتزوبولوس بالمثول أمام المحكمة بسبب الصفحة الأولى للصحيفة، والتي اعتبرها "مهينة" وتشهيرية. في منتصف أبريل، قررت المجموعة البرلمانية لحزب باسوك تشكيل لجنة للتحقيق في فضيحة الغواصات. واتهم تسوكاتزوبولوس المجموعة البرلمانية بالتصرف على غرار المعارضة واتخاذ خطوات خاطئة ضده. وبعد أيام قليلة، طلب تسوكاتزوبولوس من أريوس باجوس (المحكمة العليا اليونانية) التحرك بشكل أسرع في التحقيق في أصوله. في 11 أبريل 2011، قررت حكومة جورج باباندريو طرده من الحزب.

## الإدانة
صوت في البرلمان في 28 أبريل على إنشاء لجنة لتحديد ما إذا كان يجب تحميل تسوكاتزوبولوس المسؤولية عن الأعمال الإجرامية في شراء الغواصة الألمانية طراز 214 فتم التصويت لصالحه بأغلبية ساحقة، مع 226 صوتًا من 300 في مجلس النواب. بعد شهر تقريبًا، في 26 مايو، تم نشر النتائج التي توصلت إليها لجنة التحقيق في أصول تسوكاتزوبولوس؛ ووجدوا أن تسوكاتزوبولوس كذب بشأن قيمة منزله، والتي كانت أكبر مما نصت عليه وثائقه الضريبية. في 6 يونيو 2011، تم تسليم قرار اللجنة فيما يتعلق بشراء الغواصات الألمانية إلى رئيس البرلمان اليوناني، واقترحت اللجنة أن يتم توجيه تهمة جنائية إلى تسوكاتزوبولوس لمحاولة تمرير الأموال التي تم الحصول عليها من خلال وسائل غير قانونية باعتبارها مشروعة.وفي نفس اليوم أجرى مقابلة مع قناة سكاي التلفزيونية اليونانية حيث نفى جميع التهم وقال إن الاتهامات كانت مؤامرة ضده.
في 1 يوليو 2011، تم تمرير اقتراح اللجنة بتوجيه التهم ضد تسوكاتزوبولوس في البرلمان بأغلبية 216 مقعدًا من 300 مقعد. في 11 أبريل 2012، تم القبض عليه بتهمة غسل الأموال. في 7 أكتوبر 2013، وجد أنه «مذنب في جميع التهم». في اليوم التالي حُكم عليه بالسجن 20 عامًا كحد أقصى. نُقل تسوكاتزوبولوس إلى سجون كوريدالوس في أكتوبر 2013. وفي مايو 2017، أيدت محكمة إدانته، وخفضت عقوبته إلى 19 عامًا.

## حياته الشخصية
ولد في أثينا، لكنه نشأ في سالونيك. تلقى تعليمه في جامعة ميونيخ التقنية. في عام 2004، تزوج من فيكي ستاماتيس. كان خبيرًا اقتصاديًا ومهندسًا. عانى تسوكاتزوبولوس من مشاكل صحية متعددة وخضع لعملية جراحية في القلب. بعد خمس سنوات في السجن، أطلق سراحه في أوائل يوليو 2018 بسبب مشاكله الصحية الخطيرة. توفي في 27 أغسطس 2021 في مستشفى في أثينا جراء نوبة قلبية عن عمر يناهز 82 عامًا.